# Postęp biologiczny w rolnictwie
Uzasadnienie:  Pojęcia wydają się toższame, wystarczy jeden artykuł o postępie w rolnictwie
Postęp biologiczny w rolnictwie – wzrost wartości użytkowej roślin uprawnych i zwierząt gospodarskich, tworzony przez hodowców i wykorzystywany w produkcji rolniczej. Postęp biologiczny oznacza wzrost produkcji rolniczej poprzez doskonalenie genetyczne roślin i zwierząt. Jest przejawem korzystania z sił tkwiących w przyrodzie, co w konsekwencji prowadzi do zmian jakościowych i ilościowych oraz do zmniejszenia kosztów produkcji rolniczej.

## Charakterystyka postępu biologicznego w rolnictwie
Postęp biologiczny stanowi część składową postępu w rolnictwie, jest jedną z sił napędowych rozwoju rolnictwa. Wiąże się z doskonaleniem cech genetycznych organizmów żywych w kierunku podniesienia wydajności i jakości produkcji rolniczej. Postęp biologiczny w sensie rolniczym oznacza całokształt zmian wpływających na wartość technologiczno-użytkową roślin i zwierząt gospodarskich. 
Postęp biologiczny w rolnictwie dokonuje się poprzez wieloetapowy proces tworzenia i przekazywania do produkcji nowych odmian roślin oraz ras i typów użytkowych zwierząt. Tworzenie postępu biologicznego związane jest z zagadnieniami genetycznymi, hodowlanymi, metodycznymi i technologicznymi, które różnią się określonymi cechami w produkcji roślinnej i zwierzęcej.
Postęp biologiczny oznacza wzrost wartości użytkowej roślin uprawnych i zwierząt gospodarskich tworzony przez hodowlę i wykorzystywany w produkcji rolniczej. Przy realizacji procesu twórczego zwraca się uwagę na ochronę środowiska naturalnego, wychodząc z założenia, że łatwiej i taniej jest dostosować roślinę (zwierzę) do środowiska, niż odwrotnie.

## Postęp biologiczny w produkcji roślinnej
Postęp biologiczny w produkcji roślinnej oznacza innowacyjne metody prac hodowlanych, nowe sposoby modyfikowania genotypu roślin i użytkowania nowych odmian, jak również generowanie nowych odmian i gatunków roślin.
Postęp biologiczny w produkcji roślinnej wchodzi w zakres hodowli roślin i nasiennictwa. Hodowla roślin obejmuje z kolei hodowlę twórczą, która tworzy nowe, wartościowe odmiany i hodowlę zachowawczą, mającą na celu utrzymania właściwości odmian. Hodowla twórcza przyczynia się poprawy różnych, oczekiwanych cech roślin, które są ważne z agrotechnicznego i użytkowego punktu widzenia. Bierze ponadto pod uwagę potrzeby różnych systemów uprawy roślin, związanych z wymaganiami rolnictwa intensywnego, zrównoważonego czy ekologicznego.
Postęp odmianowy definiuje się jako całokształt zagadnień związanych z hodowlą, reprodukcją nasienną, wykorzystaniem nowych cech w produkcji oraz oceną nowych odmian. Najważniejsze, syntetyczne cele hodowli roślin stanowi ilość (plenność), jakość i stabilność plonów. Stabilność z kolei oznacza odporność na niesprzyjające warunki środowiskowe (susza, przymrozki) oraz na choroby i szkodniki.

## Postęp biologiczny w produkcji zwierzęcej
Postęp biologiczny w produkcji zwierzęcej oznacza zespół zabiegów zmierzających do poprawienia genetycznych właściwości zwierząt. Głównymi metodami hodowlanymi są selekcja, dobór par do rozpłodu oraz sposób kojarzenia międzyrasowego lub międzygatunkowego. Poprzez dobór wprowadza się nowe geny i kombinacje genów do populacji zwierząt, które mają na celu doskonalenie nowych lub już użytkowanych cech ras zwierząt.
W zależności od jakości otrzymywanych zwierząt rozróżnia się hodowlę zarodową i hodowlę reprodukcyjną. Hodowla zarodowa obejmuje swym zasięgiem materiał elitarny zwierząt, z których większość zapisana jest do ksiąg zwierząt zarodowych. Hodowla reprodukcyjna zajmuje się rozmnażaniem zwierząt o wysokiej wartości hodowlanej. Wartość tę ocenia się na podstawie kontroli użytkowości w stacjach oceny wartości użytkowej zwierząt gospodarskich lub w specjalistycznych gospodarstwach rolnych.